# Chico Landi
Francisco Sacco Landi (pogosto Chico Landi),  brazilski dirkač Formule 1, * 14. julij 1907, São Paulo, Brazilija, † 7. junij 1989, Brazilija.
Na dirkah za Veliko nagrado je debitiral v sezoni 1937 na dirki za Veliko nagrado Ria de Janeira, ko je odstopil. Prvi večji uspeh je dosegel na dirki za Veliko nagrado Generala Juana Peróna v sezoni 1947, svoji prvi dirki po drugi svetovni vojni, ko je z dirkalnikom Alfa Romeo 308 osvojil tretje mesto, v isti sezoni pa je dosegel še svojo prvo zmago na dirki za Veliko nagrado Ria de Janeira. V naslednji sezoni 1948 pa je dosegel kar tri zaporedne zmage na dirkah za Veliko nagrado Interlagosa, Veliko nagrado Ria de Janeira in Veliko nagrado Barija. Na dirkah Svetovnega prvenstva Formule 1 je debitiral v sezoni 1951, ko je nastopil le na predzadnji dirki sezone za Veliko nagrado Italije. V sezoni 1952 je nastopil na dveh dirkah, na katerih je dosegel osmo in deveto mesto, v naslednji sezoni 1953 pa je obakrat odstopil. Zadnjič je v Formuli 1 nastopil na prvi dirki sezone 1956 za Veliko nagrado Argentine, kjer je skupaj z Gerinom Gerinijem zasedel četrto mesto, kar je Landijeva edina uvrstitev med dobitnike točk v karieri. Umrl je leta 1989.

## Popolni rezultati Formule 1
(legenda) (odebeljene dirke pomenijo najboljši štartni položaj, poševne pa najhitrejši krog, †-uvrščen kljub odstopu)
| Leto | Moštvo                    | Šasija         | Motor               | 1     | 2   | 3   | 4   | 5   | 6   | 7       | 8       | 9       | Prv | Toč |
| ---- | ------------------------- | -------------- | ------------------- | ----- | --- | --- | --- | --- | --- | ------- | ------- | ------- | --- | --- |
| 1951 | Francisco Landi           | Ferrari 375/50 | Ferrari V12         | ŠVI   | 500 | BEL | FRA | VB  | NEM | ITA Ret | ŠPA     |         | -   | 0   |
| 1952 | Escuderia Bandeirantes    | Maserati A6GCM | Maserati Straight-6 | ŠVI   | 500 | BEL | FRA | VB  | NEM | NIZ 9   | ITA 8   |         | -   | 0   |
| 1953 | Escuderia Bandeirantes    | Maserati A6GCM | Maserati Straight-6 | ARG   | 500 | NIZ | BEL | FRA | VB  | NEM     | ŠVI Ret |         | -   | 0   |
| 1953 | Scuderia Milano           | Maserati A6GCM | Maserati Straight-6 |       |     |     |     |     |     |         |         | ITA Ret | -   | 0   |
| 1956 | Officine Alfieri Maserati | Maserati 250F  | Maserati Straight-6 | ARG 4 | MON | 500 | BEL | FRA | VB  | NEM     | ITA     |         | 25. | 1.5 |